# Fuday
Fuday (en gaélico escocés: Fuideigh) es una pequeña isla localizada en el grupo de las Hébridas Exteriores, en Escocia. La isla se encuentra ubicada al sur de la isla de Barra y al oeste de la isla de Eriskay.
La isla tiene una superficie de aproximadamente 2,3 km². Permanece deshabitada desde 1901, siendo su máxima población registrada de tan solo 7 habitantes.
- Datos: Q3090537
- Multimedia: Fuday / Q3090537